# Albert M. Cole

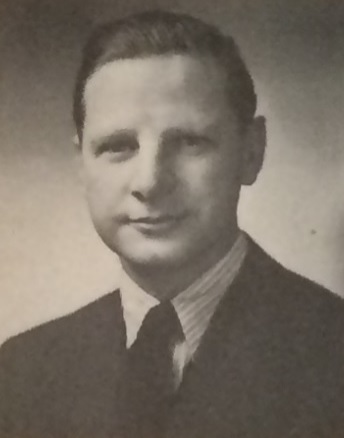
Albert M. Cole (1949)

Albert McDonald Cole (* 13. Oktober 1901 in Moberly, Randolph County, Missouri; † 5. Juni 1994 in Washington, D.C.) war ein US-amerikanischer Politiker. Zwischen 1945 und 1953 vertrat er den ersten Wahlbezirk des Bundesstaates Kansas im US-Repräsentantenhaus.

## Werdegang
Bereits im Jahr 1909 kam Albert Cole nach Topeka in Kansas. Dort besuchte er die öffentlichen Schulen. Danach studierte er bis 1925 an der University of Chicago Jura. Nach seiner im Jahr 1926 erfolgten Zulassung als Rechtsanwalt begann er in Holton (Kansas) in seinem Beruf zu praktizieren. Von 1927 bis 1931 war er Bezirksstaatsanwalt im Jackson County; zwischen 1931 und 1943 war er Vorsitzender des Schulrats von Holton.
Cole war Mitglied der Republikanischen Partei. Von 1941 bis 1945 saß er im Senat von Kansas. 1944 wurde er im ersten Distrikt des Staates in das US-Repräsentantenhaus in Washington gewählt, wo er am 3. Januar 1945 die Nachfolge von William P. Lambertson antrat. Nach drei Wiederwahlen konnte er bis zum 3. Januar 1953 vier Legislaturperioden im Kongress absolvieren. Bei den Wahlen des Jahres 1952 unterlag er dem Demokraten Howard Shultz Miller.
Zwischen 1953 und 1959 war Albert Cole als Verwaltungschef der Housing and Home Finance Agency in Washington beschäftigt. Ab 1959 bis 1970 leitete er mehrere Firmen, von 1967 bis 1990 arbeitete Cole als Anwalt in der Bundeshauptstadt. Dort ist er im Juni 1994 auch verstorben.